# 仙台道
仙台道（せんだいどう）は江戸時代に開かれた道。総延長は約172km、およそ43の宿場町があった。
宮城県仙台市から福島県白河市にいたる43里8町（約172km）の沿線の宿場町を結ぶような形で江戸時代初期に開発された。陸奥への交通の要衝として栄え、起点の白河宿には1868年の戊辰戦争時の白河口の戦いの戦没者供養塔がある。また、松尾芭蕉も奥州へ向かう際にこの道を利用している。現在では一部の区間が東北自動車道として利用されている。